# Tapinocyba biscissa
Tapinocyba biscissa là một loài nhện trong họ Linyphiidae.
Loài này thuộc chi Tapinocyba. Tapinocyba biscissa được Octavius Pickard-Cambridge miêu tả năm 1872.